# 渋谷向山古墳

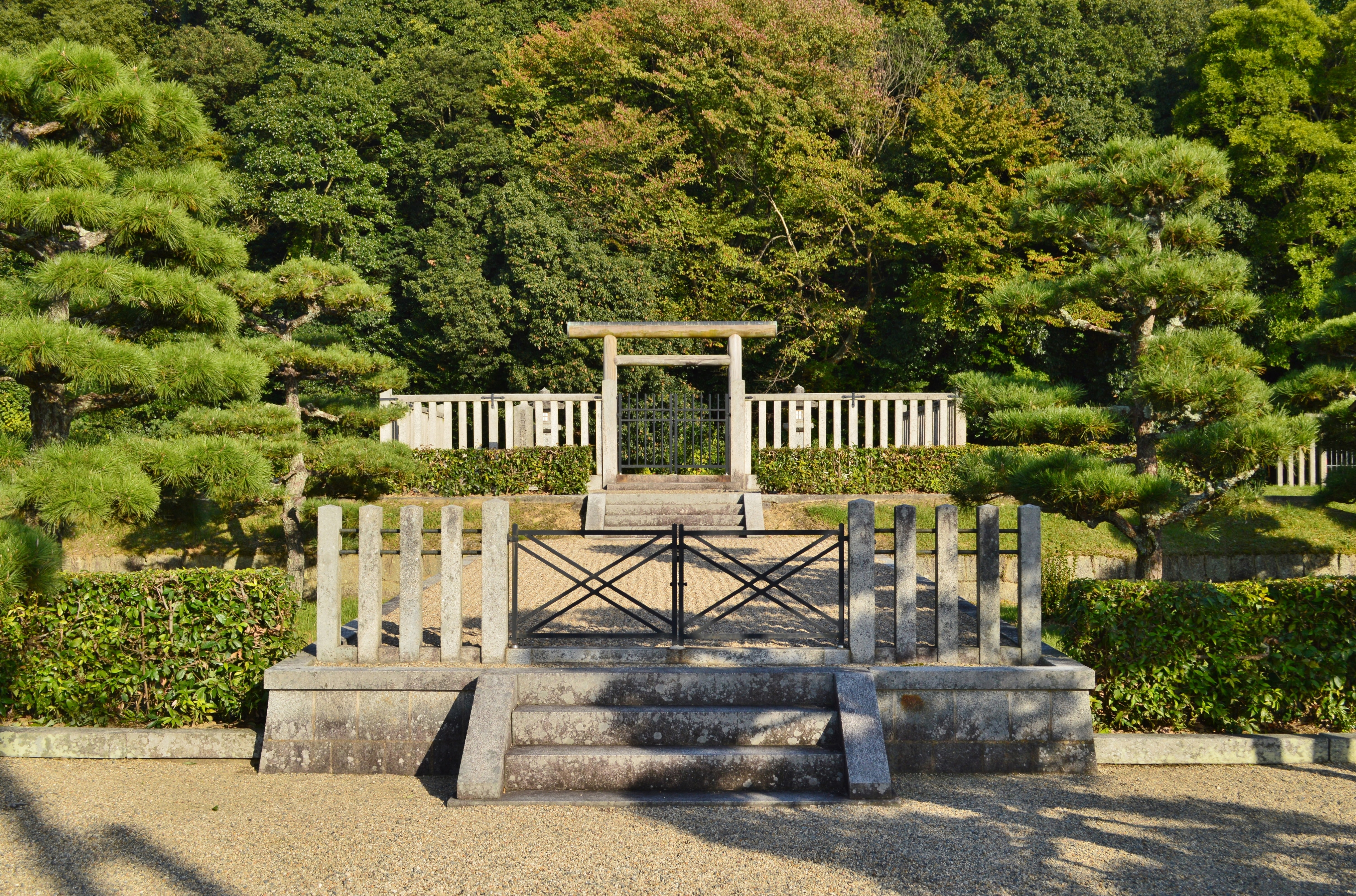
景行天皇山邊道上陵 拝所

渋谷向山古墳（しぶたにむかいやまこふん）は、奈良県天理市渋谷町にある古墳。形状は前方後円墳。オオヤマト古墳群（うち柳本古墳群）を構成する古墳の1つ。
実際の被葬者は明らかでないが、宮内庁により「山辺道上陵（やまのべのみちのえのみささぎ、山邊道上陵）」として第12代景行天皇の陵に治定されている。
全国では第8位の規模の古墳で、4世紀後半頃（古墳時代前期）の築造と推定されていたが、近年では年代がやや繰り上げられ4世紀中頃とする研究者も多い。

## 概要
奈良盆地東縁、龍王山から西に伸びる尾根筋の傾斜変換点に築造された巨大前方後円墳である。後円部の先端を山辺の道が通り、行燈山古墳にかけて上り坂の石畳の古道が多く残されている。現在は宮内庁治定の天皇陵として同庁の管理下にあるが、1971年（昭和46年）以降に宮内庁書陵部による数次の調査が実施されているほか、2016年（平成28年）に学会立ち入り調査が実施されている。
墳形は前方後円形で、前方部を西方（傾斜低方）に向ける。墳丘は後円部で4段築成、前方部で3段築成。墳丘長は300メートルを測り、全国では第8位、奈良県では五条野丸山古墳（橿原市、310メートル）に次ぐ第2位、柳本古墳群では最大の規模になる。墳丘周囲には周濠が巡らされているほか、陪塚的性格を持つ古墳数基の築造も認められる（5世紀代の陪塚とは性格は異なる）。出土品としては、円筒埴輪・形象埴輪のほか、江戸時代に出土したと伝わる石枕（国の重要文化財）等がある。
築造時期は、古墳時代前期後半の4世紀後半頃（または4世紀中頃）と推定される。柳本古墳群では行燈山古墳に続く時期の築造で、古墳時代前期の古墳としては全国で最大規模になり、また行燈山古墳とともに初期ヤマト王権の大王墓と目される。被葬者は明らかでないが、現在は宮内庁により第12代景行天皇の陵に治定されている。

## 遺跡歴
- 元禄10年（1697年）、江戸幕府による元禄の探陵で崇神天皇・景行天皇いずれかの陵に比定[10]。
- 安政2年（1855年）、江戸幕府により崇神天皇陵に考定[10]。
- 元治元年（1864年）、修陵および石枕（国の重要文化財）の出土[10]。
- 慶応元年（1865年）、修陵の竣工直前に景行天皇陵に改定[10]。
- 明治期、宮内省（現・宮内庁）により景行天皇陵に治定。
- 1971年（昭和46年）、整備工事に伴う調査（宮内庁書陵部）[1]。
- 1993年度（平成5年度）、整備工事に伴う事前調査（宮内庁書陵部、1995年に報告）[11]。
- 2015年（平成27年）10-12月、整備工事に伴う事前調査（宮内庁書陵部、2017年に報告）[12][13]。
- 2016年（平成28年）2月26日、考古・歴史学15学会代表による立ち入り調査[7]。

## 墳丘
墳丘の規模は次の通り。
- 墳丘長：300メートル

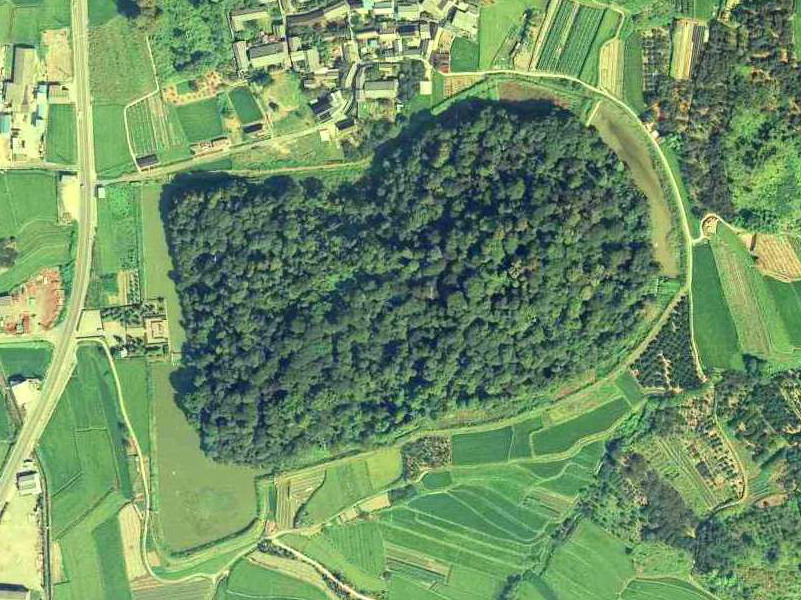
渋谷向山古墳の航空写真。

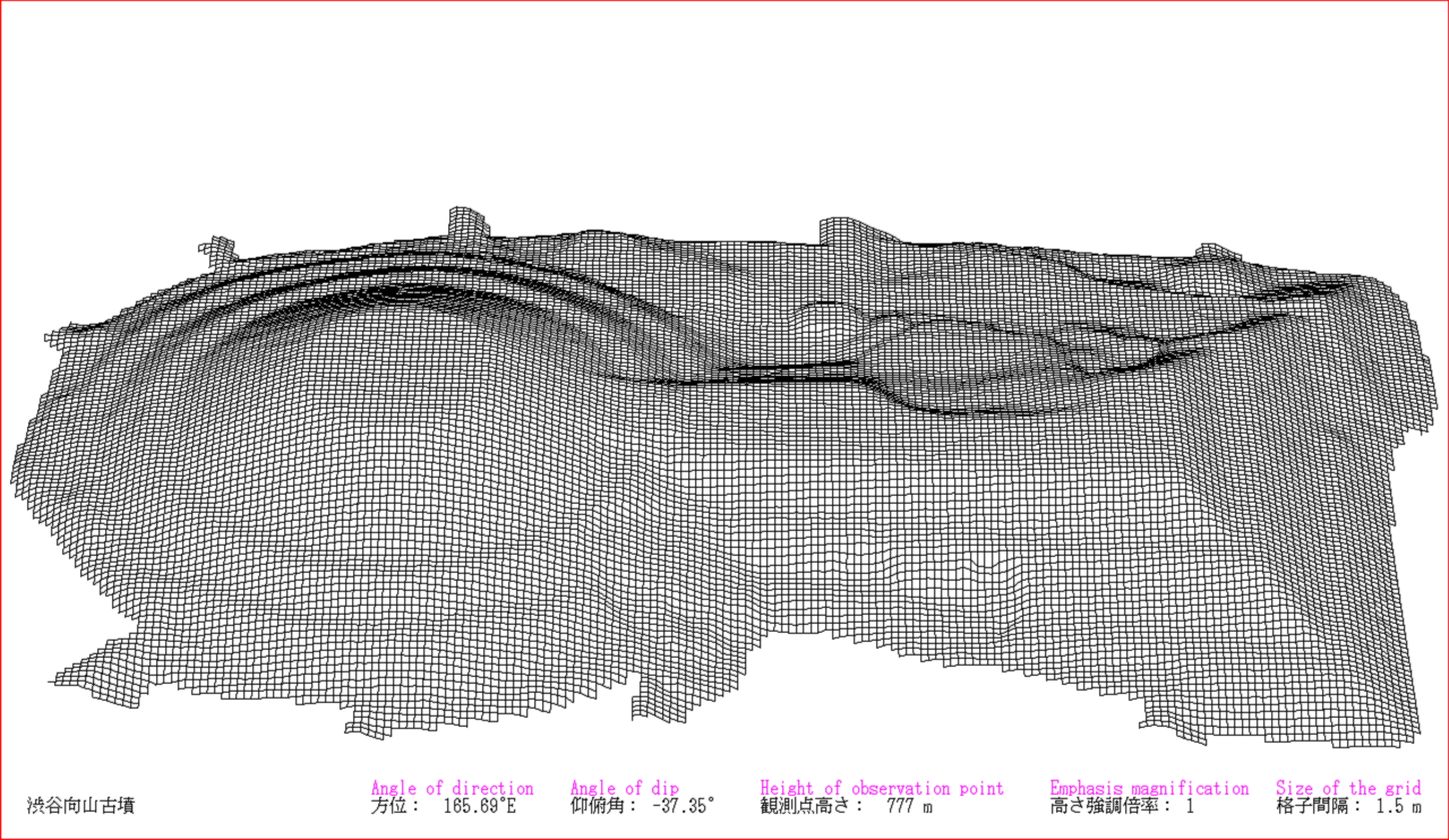
3DCGで描画した渋谷向山古墳

- 後円部 - 4段築成が有力[6][12]。
  - 直径：168メートル
  - 高さ：25メートル
- 前方部 - 3段築成説が有力[6][12]。
  - 幅：170メートル
  - 高さ：23メートル

墳丘の段築は後円部・前方部で連続するほか、後円部南側裾では造出状の施設が認められる。前方部には幕末の修陵以前に阿弥陀堂・観音堂があったため、墳丘には大きな改変が認められる。
墳丘周囲には周濠が巡らされており、後円部側6ヶ所・前方部側4ヶ所で渡堤によって区切られる（傾斜地での湛水のため）。そのうち前方部側では近世に農業用溜池として拡張を受けたとされるが、後円部側は築造当初の形状とされる。

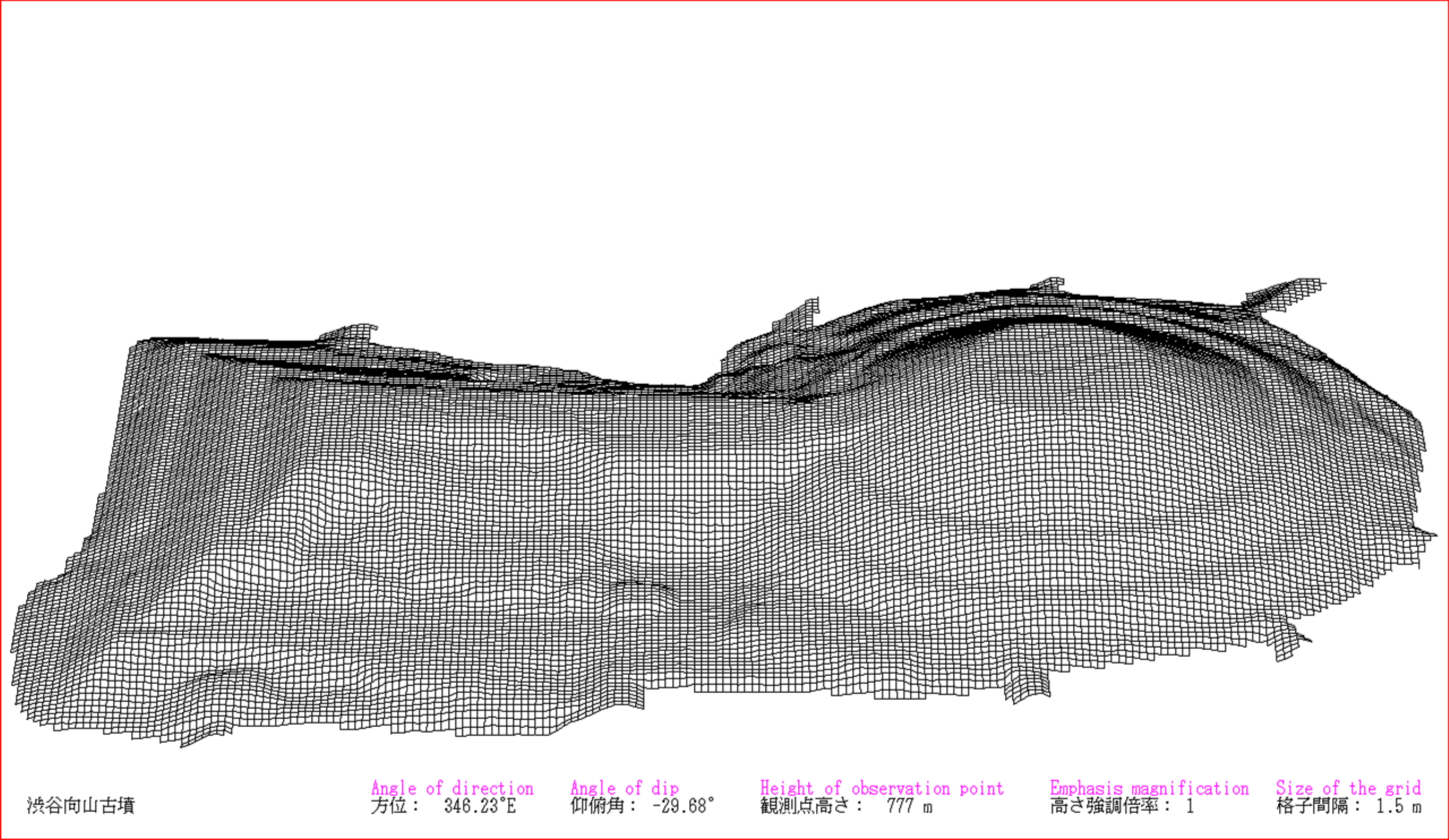
3DCGで描画。南側から見る。
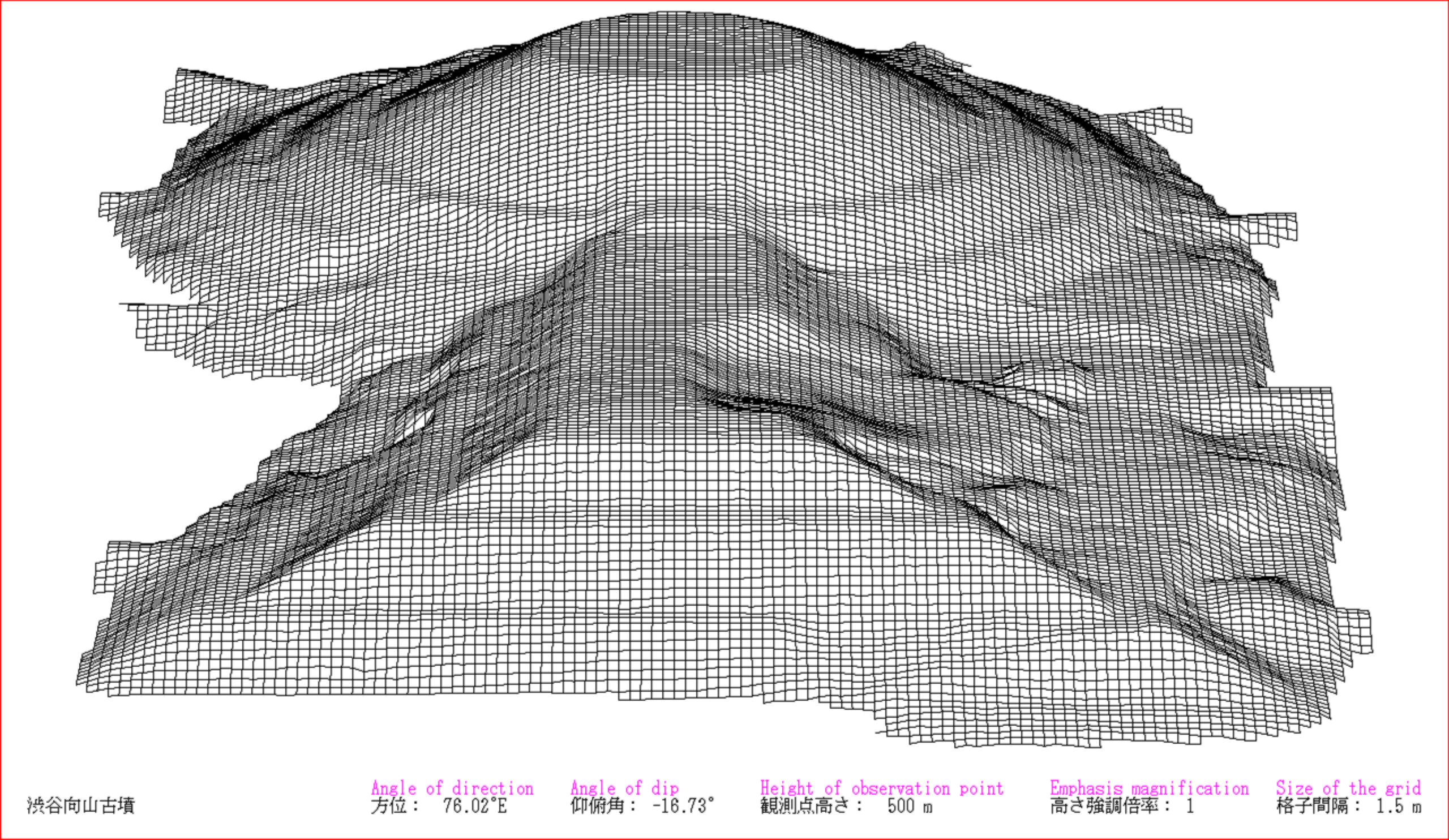
3DCGで描画。前方部正面から見る。
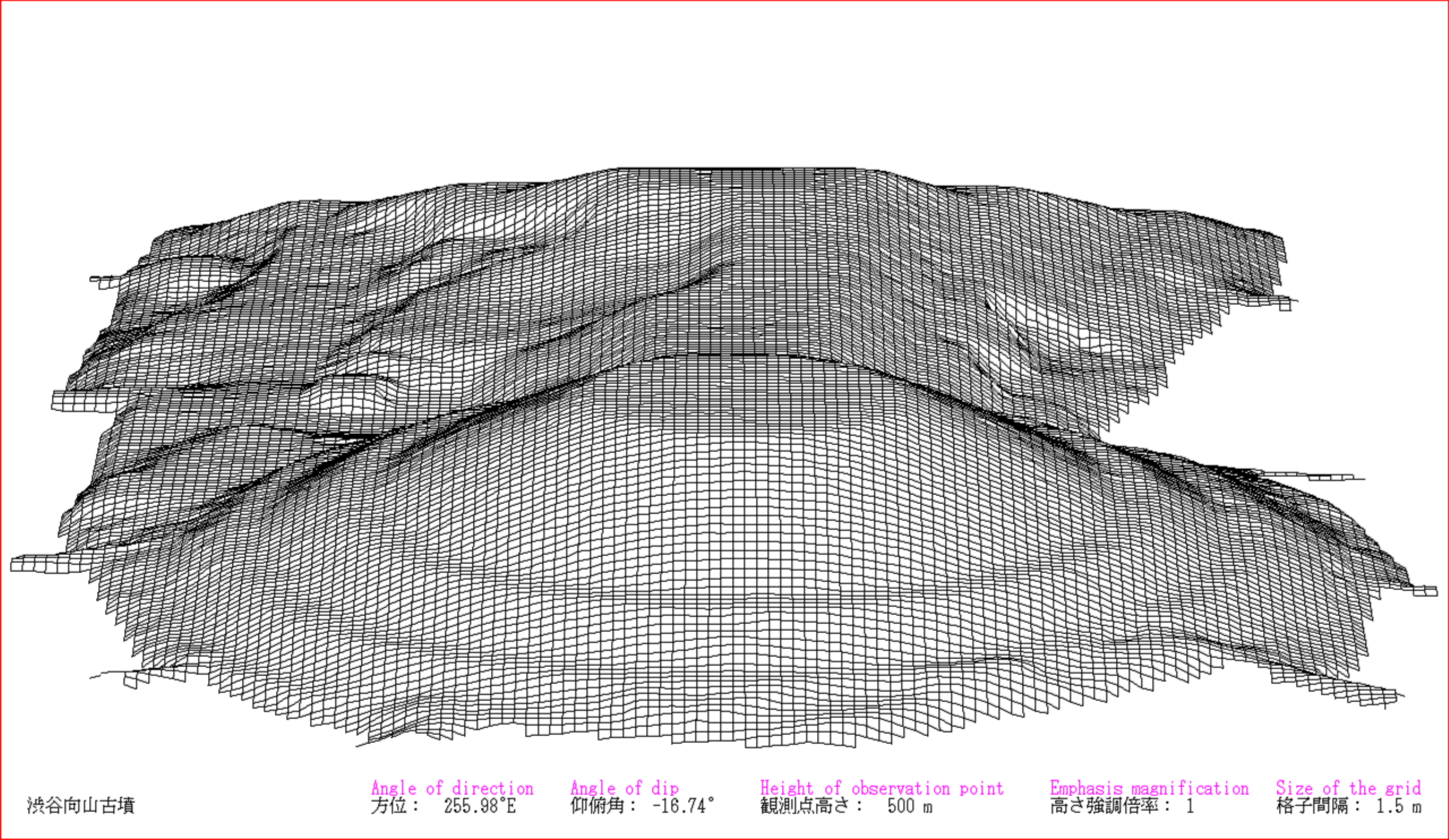
3DCGで描画。後円部側から見る。
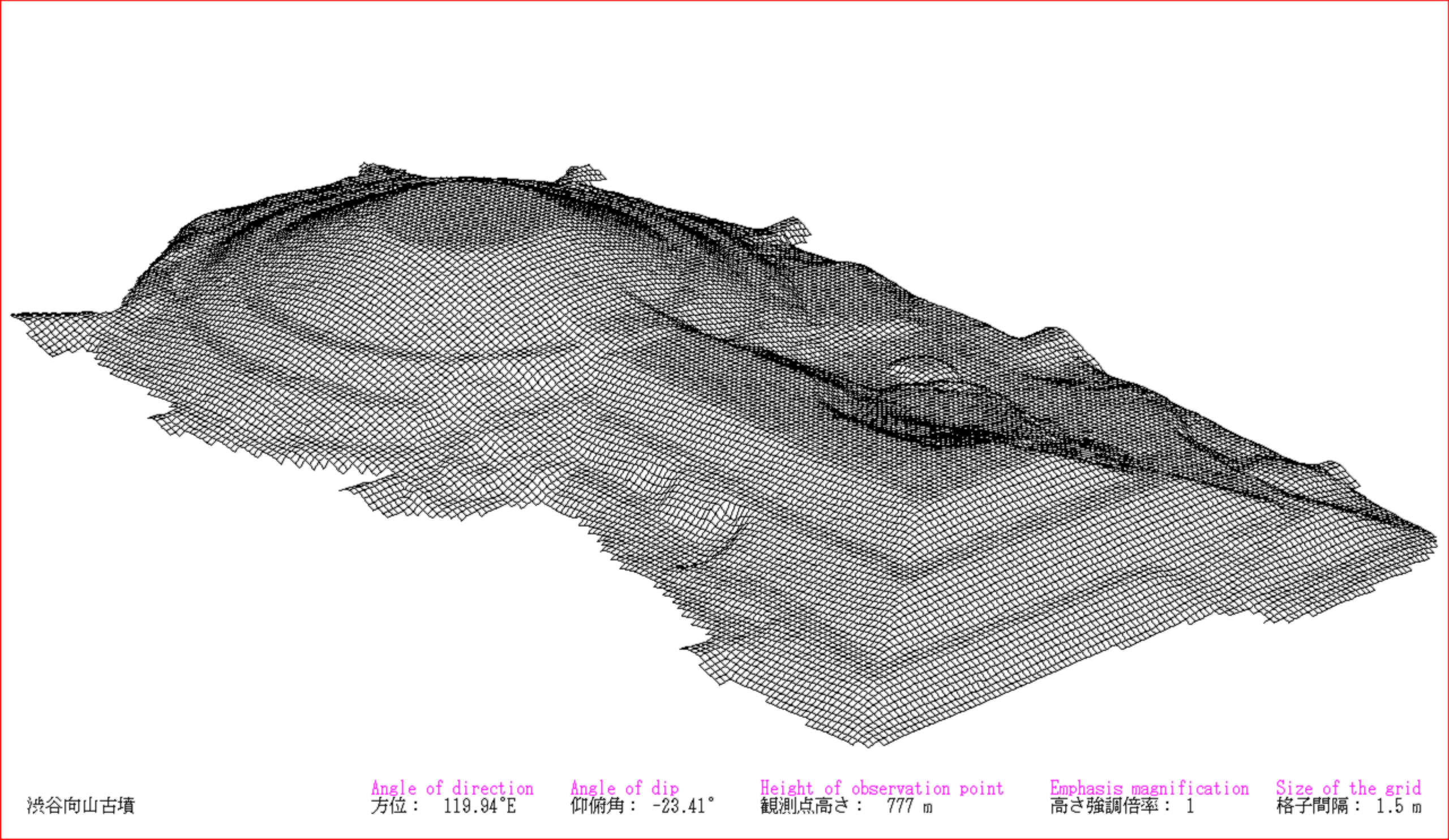
3DCGで描画。北西側から見る。
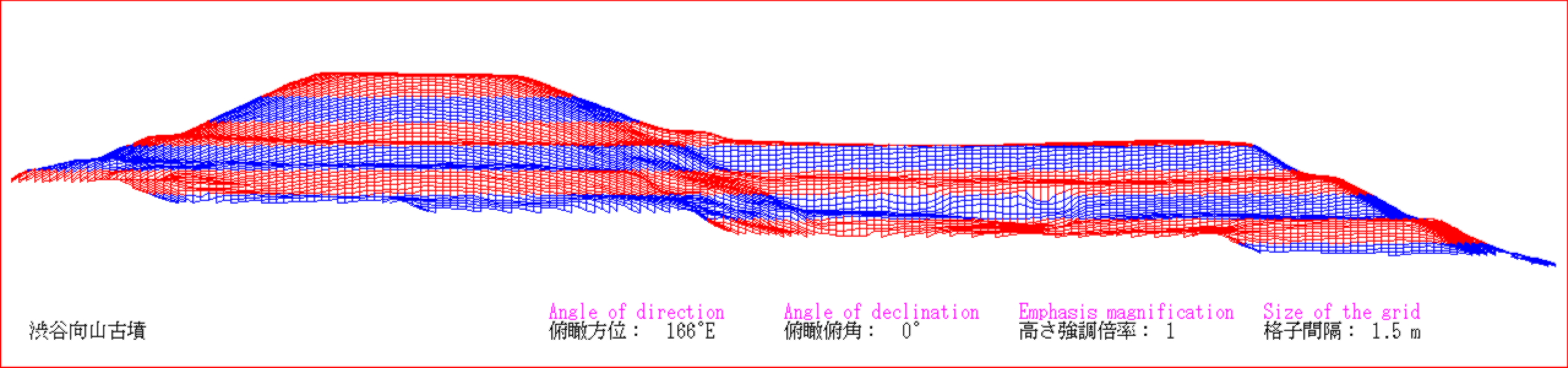
3DCGで描画。真横から見る。

## 出土品

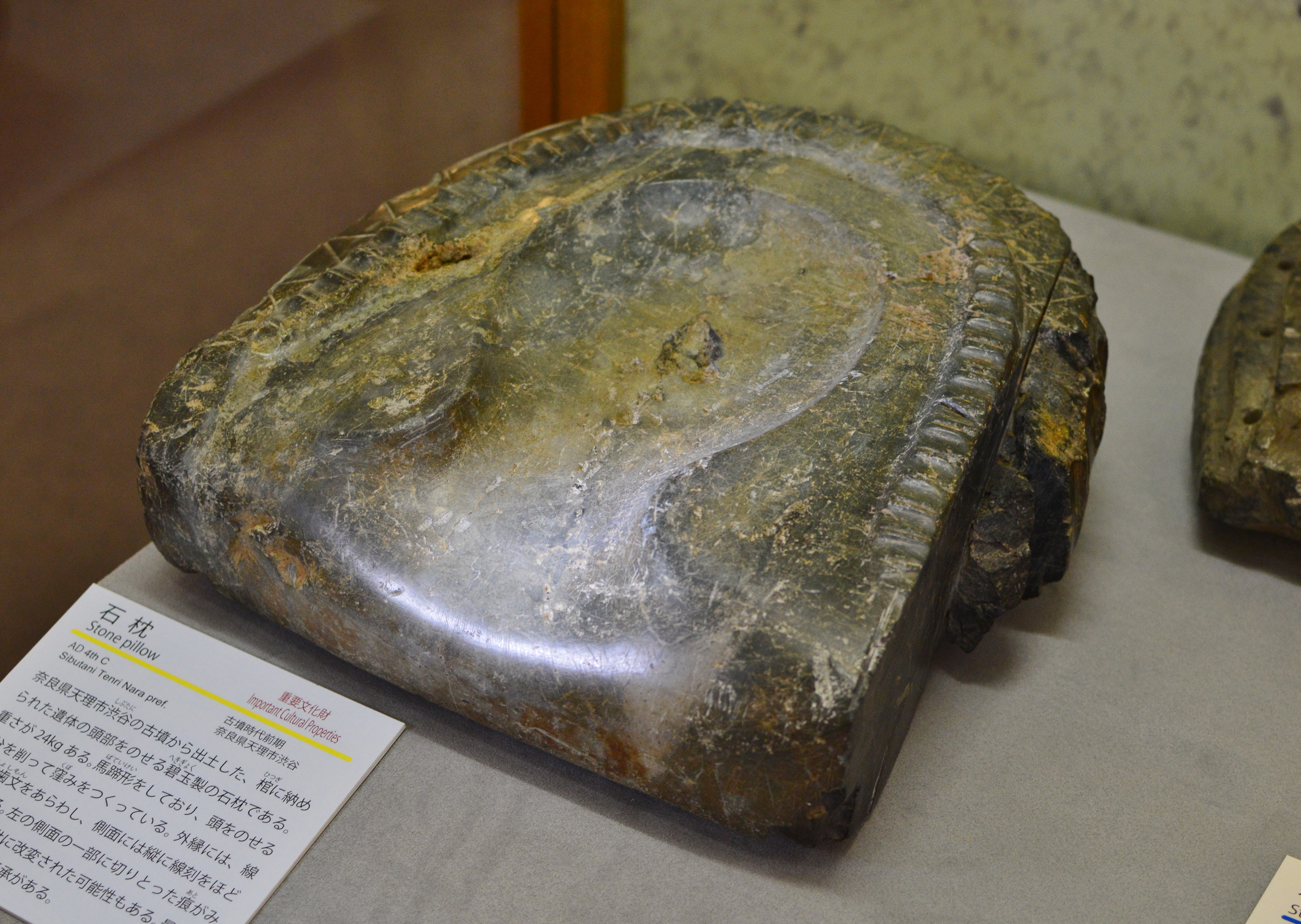
伝渋谷向山古墳出土 石枕
（国の重要文化財）関西大学博物館展示。

渋谷向山古墳からの出土品としては、宮内庁書陵部の調査の際に出土した円筒埴輪（普通円筒埴輪・鰭付円筒埴輪・朝顔形埴輪）・形象埴輪（蓋形埴輪・盾形埴輪）がある。
また本古墳からの出土品と伝承されるものとして、石枕が知られる。元治元年（1864年）に出土したものというが、経緯等の詳細は明らかでない。碧玉製で、重さ24キログラムを測り、外縁・側面には線刻が施されている。1961年（昭和36年）に国の重要文化財に指定され、現在は関西大学博物館（大阪府吹田市）に所蔵されている。
そのほか、渋谷村出土という三角縁波文帯神獣鏡も知られるが、こちらも経緯等の詳細は明らかでない。現在は京都国立博物館に所蔵されている。

## 被葬者
|          | 崇神天皇 （第10代）           | 景行天皇 （第12代）         |
| -------- | ----------------------------- | --------------------------- |
|          |                               |                             |
| 古事記   | 山辺道勾之岡上                | 山辺之道上                  |
| 日本書紀 | 山辺道上陵                    | 山辺道上陵                  |
| 延喜式   | 山辺道上陵                    | 山辺道上陵                  |
| 現在     | 山辺道勾岡上陵 （行燈山古墳） | 山辺道上陵 （渋谷向山古墳） |

渋谷向山古墳の実際の被葬者は明らかでないが、宮内庁では第12代景行天皇の陵に治定している。景行天皇の陵について、『古事記』では「山辺之道上」の所在とあり、『日本書紀』では「山辺道上陵」とある（崇神天皇陵と同名）。『延喜式』諸陵寮では遠陵の「山辺道上陵」（崇神天皇陵と同名）として記載され、大和国城上郡の所在で、兆域は東西2町・南北2町で、陵戸1烟を毎年あてるとする。また正治2年（1200年）の『諸陵雑事注文』には「大和渋谷」と見える。
その後、陵の所在に関する所伝は喪失。元禄10年（1697年）の江戸幕府による元禄の探陵では崇神天皇・景行天皇いずれかの陵と比定され、安政2年（1855年）には江戸幕府により崇神天皇陵に考定されたのち、元治元年（1864年）に修陵が実施されたが、慶応元年（1865年）の修陵の竣工直前に景行天皇陵に改定され、その後現在まで踏襲されている。
なお、考古学的にはヤマト王権の大王墓の1つとされ、初代大王墓とされる箸墓古墳（桜井市箸中）からは数代後に位置づけられる。
| 代 | 古墳名         |
| -- | -------------- |
| 1  | 箸墓古墳       |
| 2  | 西殿塚古墳     |
| 3  | 外山茶臼山古墳 |
| 4  | メスリ山古墳   |
| 5  | 行燈山古墳     |
| 6  | 渋谷向山古墳   |

## 陪塚
宮内庁治定の山辺道上陵の陪塚（陪冢）は、飛地陪冢3ヶ所（い号・ろ号・は号）。詳細はそれぞれ次の通り。
- 飛地い号（通称「天皇山」・「上の山」、天理市渋谷町：北緯34度33分8.46秒 東経135度50分50.37秒）
渋谷向山古墳の北側に位置する。古墳名は「上の山古墳（うえのやまこふん）」。前方後円墳で、墳丘長144メートルを測る（本来はそれ以上か）。1994年（平成6年）の前方部西側における発掘調査（奈良県立橿原考古学研究所）で周濠が認められるとともに、葺石・多量の埴輪・板材が出土している。埴輪の様相には渋谷向山古墳との類似性が見られるほか、渋谷向山古墳とは墳丘主軸が直交しており、両古墳の強い関係が指摘される。築造時期は渋谷向山古墳と同時期（4世紀後半頃）とする説や、旧地形の復元等から渋谷向山古墳より先行とする説がある[12][20][21][22][23]。
なお、墳丘西側には式内社の水口神社が鎮座する。
- 飛地ろ号（通称「松明山」・「丸山」、天理市渋谷町：北緯34度33分8.70秒 東経135度51分1.46秒）
古墳名は「丸山古墳」。円墳で、直径約35メートル（または約20メートル[12]）を測る[6][24]。
- 飛地は号（通称「上山」・「赤坂古墳」、天理市渋谷町：北緯34度33分5.22秒 東経135度51分4.60秒）
古墳名は「赤坂古墳」。方墳で、一辺約35メートル（または約25メートル[12]）を測る[6][24]。

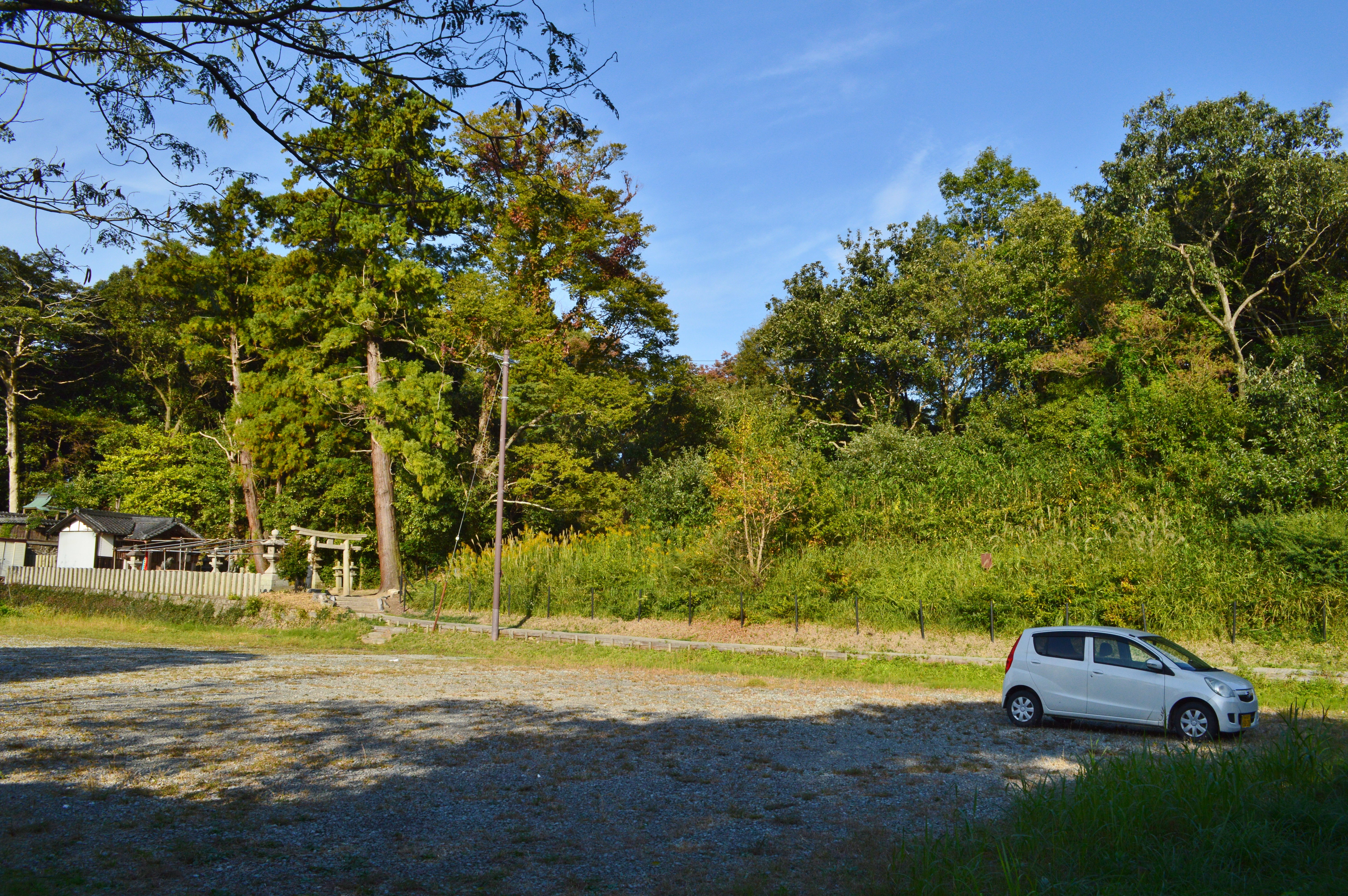
飛地い号（上の山古墳） 左奥に後円部、右手前に前方部。
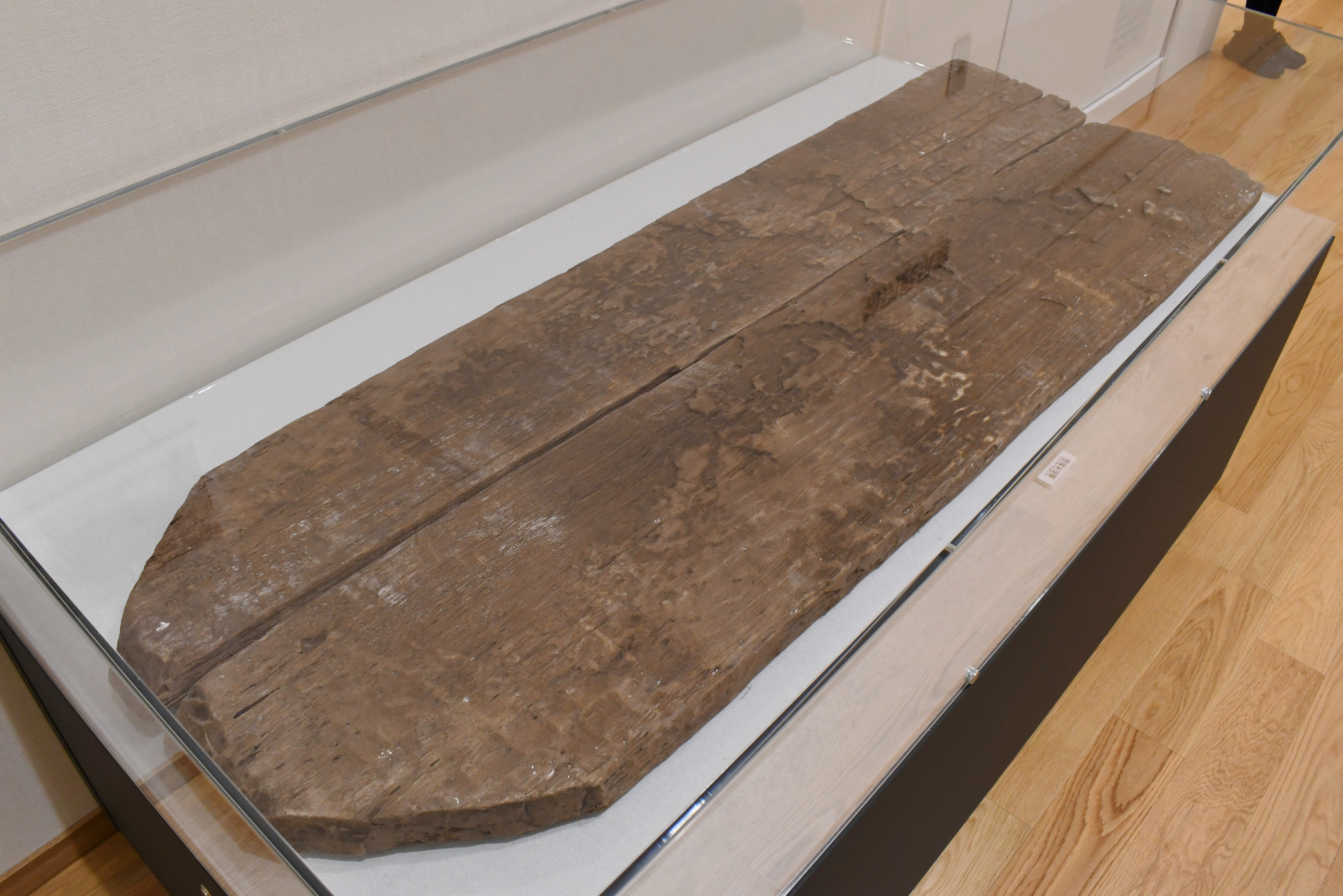
上の山古墳 盾形木製品 なら歴史芸術文化村企画展示時に撮影。
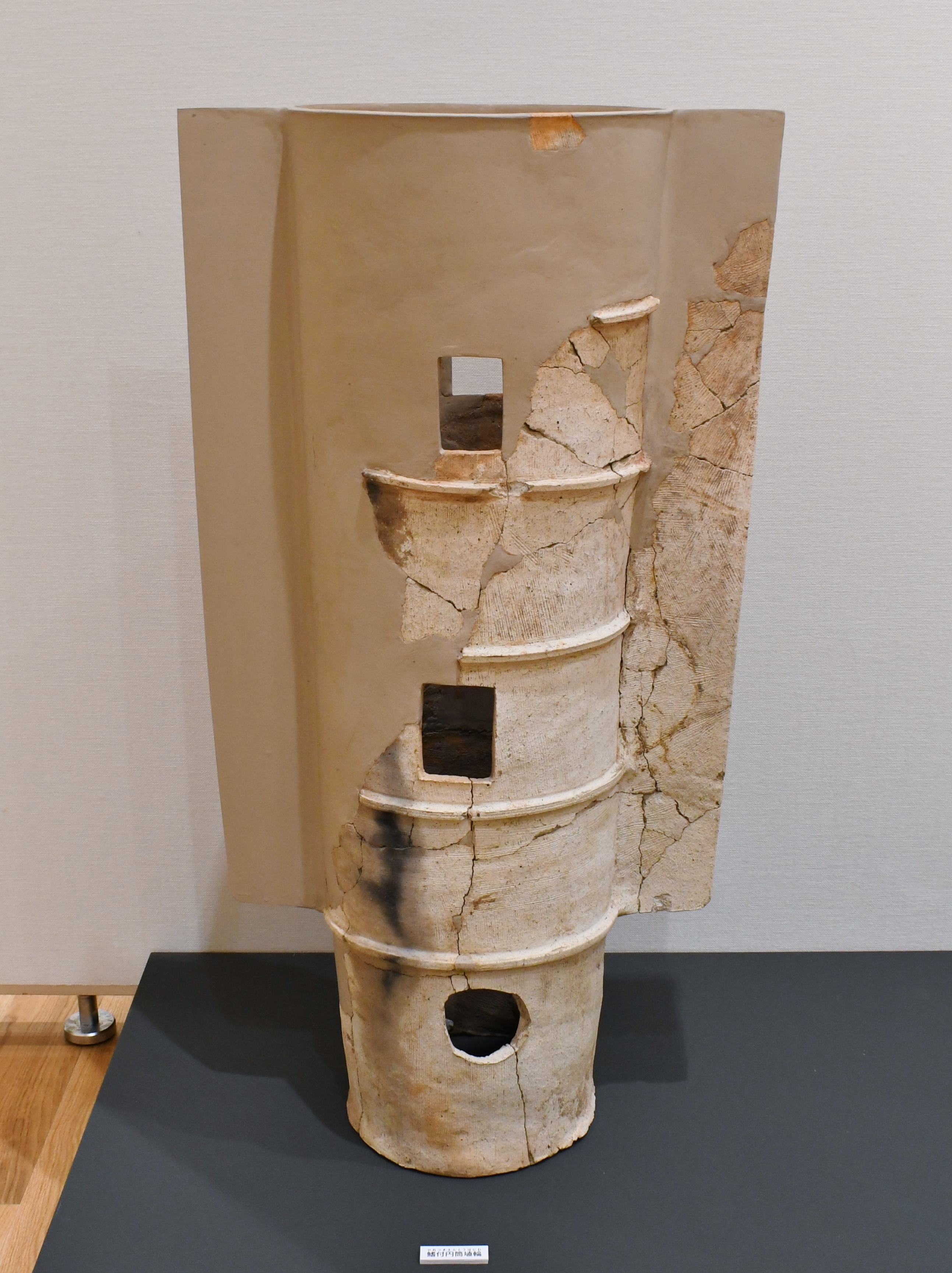
上の山古墳 鰭付円筒埴輪 なら歴史芸術文化村企画展示時に撮影。
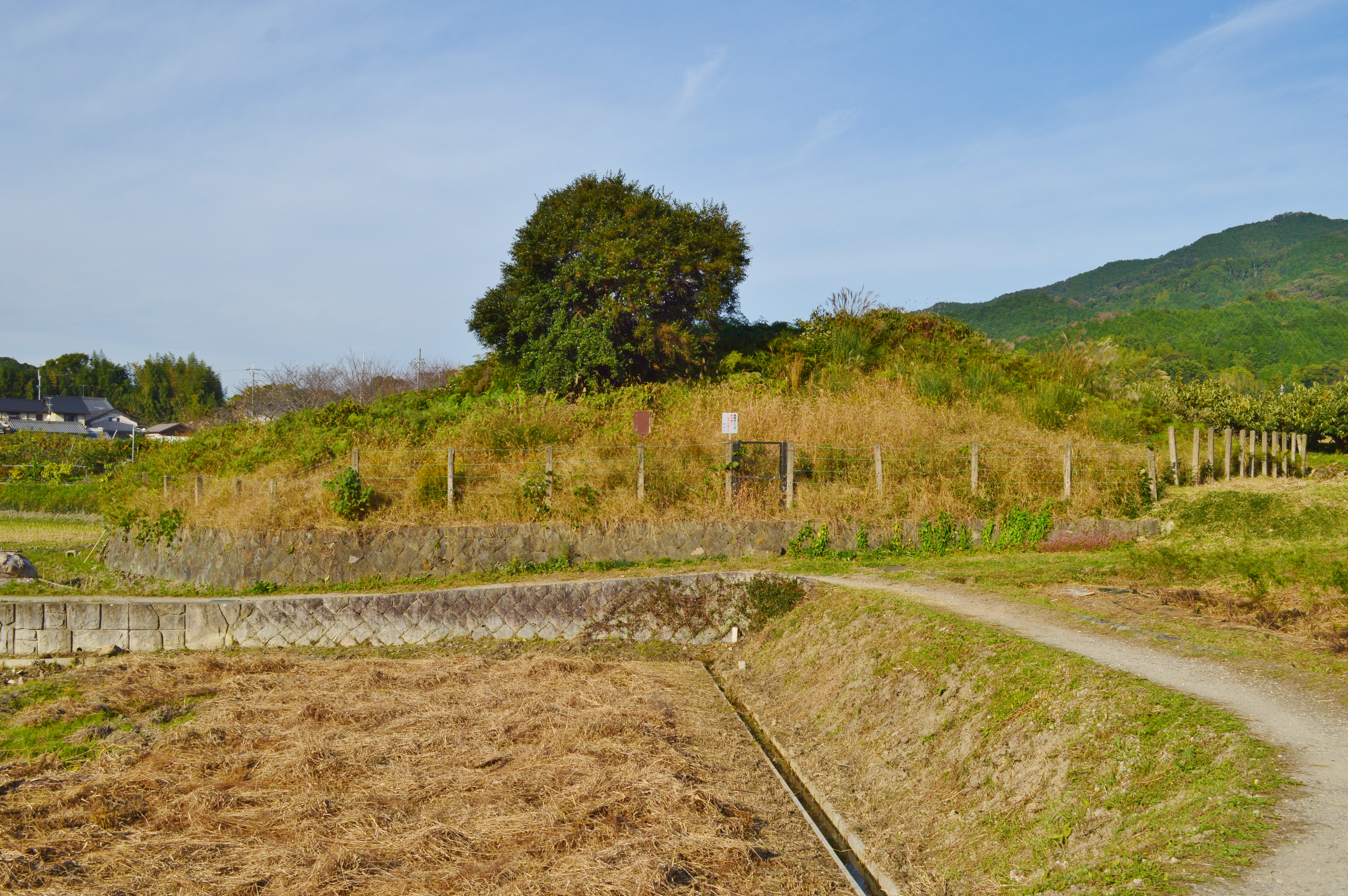
飛地ろ号（丸山古墳）
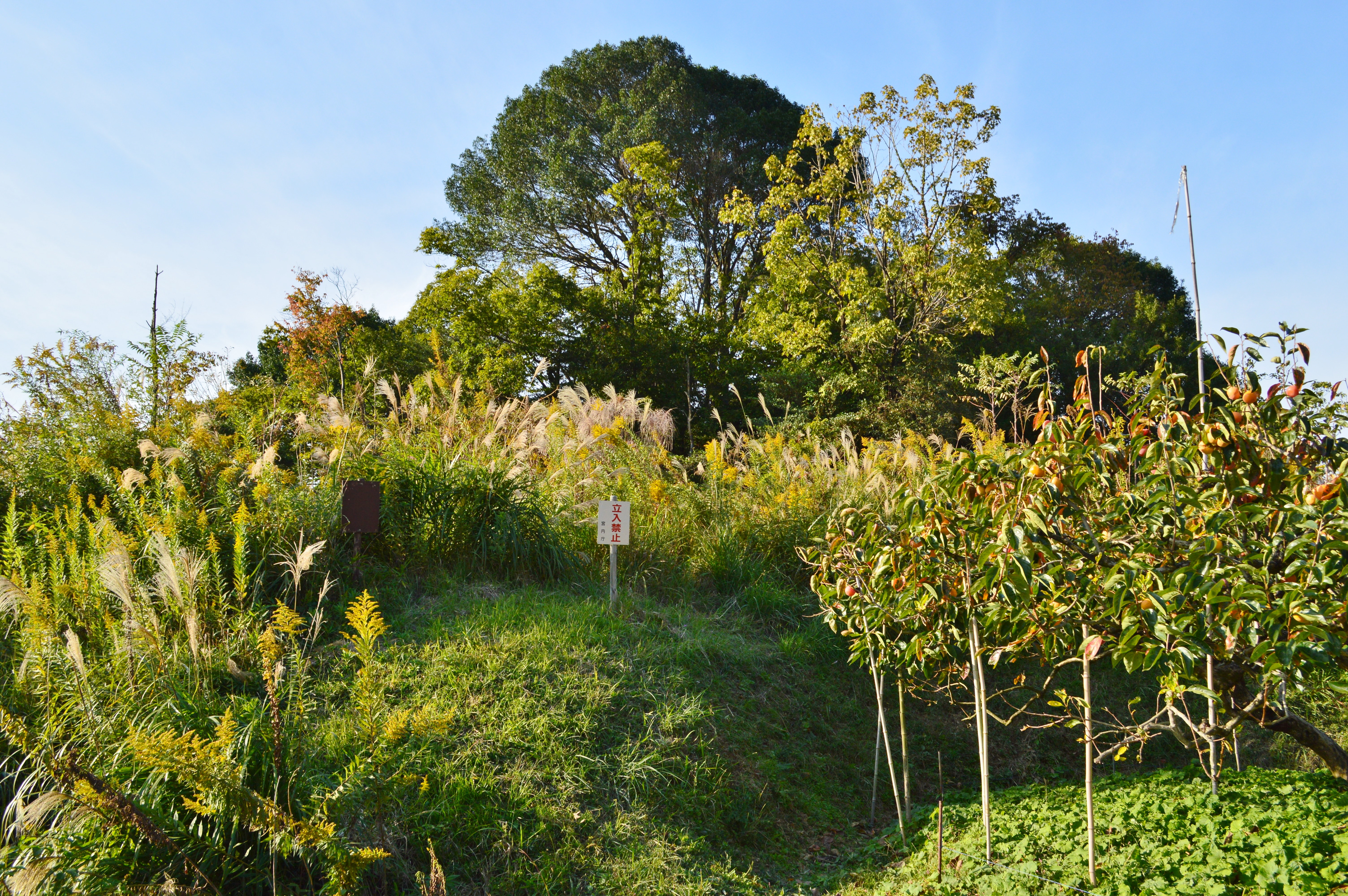
飛地は号（赤坂古墳）

## 関連施設
- 関西大学博物館（大阪府吹田市） - 伝渋谷向山古墳出土石枕を保管・展示。

## 関連文献
（記事執筆に使用していない関連文献）
- 有馬伸「渋谷向山古墳の墳形について」『玉手山1号墳の研究』大阪市立大学日本史研究室〈大阪市立大学考古学研究報告第4冊〉、2010年。